# Lienardia purpurata
Lienardia purpurata é uma espécie de gastrópode do gênero Lienardia, pertencente a família Clathurellidae.